# Washington Open 2013
Il Washington Open 2013, noto come Citi Open per motivi di sponsorizzazione, è stato un torneo di tennis giocato sul cemento. È stata la 45ª edizione del torneo maschile e faceva parte della categoria ATP World Tour 500 series nell'ambito dell'ATP World Tour 2013, e la 3ª edizione del torneo femminile, che faceva parte della categoria International nell'ambito del WTA Tour 2013. Si è giocato al William H.G. FitzGerald Tennis Center di Washington dal 27 luglio al 4 agosto 2013.

## Partecipanti ATP

### Teste di serie
| Giocatore             | Nazionalità          | Ranking* | Testa di serie |
| --------------------- | -------------------- | -------- | -------------- |
| Juan Martín del Potro | Argentina            | 7        | 1              |
| Tommy Haas            | Germania             | 11       | 2              |
| Kei Nishikori         | Giappone             | 12       | 3              |
| Milos Raonic          | Canada               | 13       | 4              |
| Gilles Simon          | Francia              | 16       | 5              |
| Sam Querrey           | Stati Uniti          | 20       | 6              |
| Kevin Anderson        | Sudafrica            | 21       | 7              |
| John Isner            | Stati Uniti          | 22       | 8              |
| Aleksandr Dolhopolov  | Ucraina              | 25       | 9              |
| Feliciano López       | Spagna               | 29       | 10             |
| Grigor Dimitrov       | Bulgaria             | 31       | 11             |
| Julien Benneteau      | Francia              | 35       | 12             |
| Ivan Dodig            | Croazia              | 36       | 13             |
| Bernard Tomić         | Australia (bandiera) | 41       | 14             |
| Nikolaj Davydenko     | Russia               | 42       | 14             |
| Grega Žemlja          | Slovenia             | 43       | 15             |
| Marcos Baghdatis      | Cipro                | 44       | 16             |
| Michaël Llodra        | Francia              | 46       | 17             |

* Ranking al 22 luglio 2013.

### Altri partecipanti
Giocatori che hanno ricevuto una Wild card:
- Juan Martín del Potro
- James Duckworth
- Steve Johnson
- Denis Kudla
- Jack Sock

Giocatori passati dalle qualificazioni:

- Somdev Devvarman
- Matthew Ebden
- Samuel Groth
- Alex Kuznetsov
- Tim Smyczek
- Yūichi Sugita

## Partecipanti WTA

### Teste di serie
| Nazionalità | Giocatrice           | Ranking* | Testa di serie |
| ----------- | -------------------- | -------- | -------------- |
| Germania    | Angelique Kerber     | 9        | 1              |
| Stati Uniti | Sloane Stephens      | 15       | 2              |
| Russia      | Ekaterina Makarova   | 26       | 3              |
| Francia     | Alizé Cornet         | 30       | 4              |
| Romania     | Sorana Cîrstea       | 32       | 5              |
| Germania    | Mona Barthel         | 33       | 6              |
| Slovacchia  | Magdaléna Rybáriková | 39       | 7              |
| Stati Uniti | Madison Keys         | 44       | 8              |

* Ranking al 22 luglio 2013.

### Altre partecipanti
Giocatrici che hanno ricevuto una Wild card:
- Beatrice Capra
- Angelique Kerber
- Taylor Townsend

Giocatrici passate dalle qualificazioni:

- Irina Falconi
- Michelle Larcher de Brito
- Alexandra Mueller
- Jessica Pegula

## Campioni

### Singolare maschile
Juan Martín del Potro ha sconfitto in finale  John Isner per 3-6, 6-1, 6-2.
- È il quindicesimo titolo in carriera per Del Potro, il secondo del 2013.

### Singolare femminile
Magdaléna Rybáriková ha sconfitto in finale  Andrea Petković per 6-4, 7–6(2).
- È il quarto titolo in carriera per la Rybáriková, il secondo consecutivo a Washington.

### Doppio maschile
Julien Benneteau /  Nenad Zimonjić hanno sconfitto in finale  Mardy Fish /  Radek Štěpánek per 7–6(5), 7-5.

### Doppio femminile
Shūko Aoyama /  Vera Duševina hanno sconfitto in finale  Eugenie Bouchard /  Taylor Townsend per 6-3, 6-3.